# Pestel
Pestel (em crioulo, Pestèl), é uma comuna do Haiti, situada no departamento do Grande Enseada e no arrondissement de Corail.